# Batalla de Ain Yalut
La batalla de Ain Yalut (en árabe عين جالوت) se libró el 3 de septiembre de 1260 y en ella se enfrentaron los mamelucos egipcios contra los mongoles establecidos en Palestina y en el Valle de Jezreel en Galilea, al norte de la actual Israel.
Esta batalla es considerada un acontecimiento de gran importancia por muchos historiadores, pues fue la primera vez que los mongoles fueron derrotados.Hulagu Khan, gobernante del Ilkanato, nunca pudo vengar la derrota sufrida, y en subsiguientes expediciones solo pudo vencer a los mamelucos en una ocasión. Así se detuvo el avance mongol en Oriente Próximo y se derrumbó el mito de la invencibilidad de los mongoles.

## Antecedentes
Tan pronto como fue elegido jaghan en 1251, Möngke se dispuso a ejecutar el plan de conquista mundial concebido por su abuelo, Gengis Kan. Para la tarea de someter a las naciones del occidente, eligió a su hermano, Hulagu.
Hulagu armó el que quizás es el ejército más numeroso en la historia del Imperio mongol (de más de 120 000 hombres). Esta labor le tomó cinco años, razón por la cual recién en 1256 estuvo listo para iniciar las invasiones. Desde Persia, Möngke le dio instrucciones a su hermano de que se dirigiera al sur y subyugara el Califato abasí de Bagdad; de ahí tendría que ir a Palestina y luego a Egipto para enfrentarse al Sultanato mameluco. Möngke también le ordenó a su hermano que tratara bien a quienes se sometieran sin resistencia, pero que aniquilara a los que se negaran a hacerlo. Los nizaríes, de Persia, estaban tan intimidados por la reputación de Hulagu que no opusieron resistencia. Sin embargo, el invasor los masacró y continuó su ataque contra lo que quedaba del Califato abasí.

### Saqueo de Bagdad
Se dice que al califa abasí Al-Musta'sim se le ofreció la oportunidad de rendirse, pero que decidió desafiar a los mongoles, asegurando que Alá los castigaría si se atrevían a atacarlo. Ni siquiera se molestó en reclutar un ejército de musulmanes leales para defender Bagdad o fortalecer las defensas de la ciudad. Así, dirigidos por Hulagu, los mongoles capturaron y destruyeron Bagdad en 1258, y llevaron a cabo una matanza que diezmó la población.

### Conquista de Siria
A continuación, el ejército de Hulagu partió a la conquista de Siria. Los mongoles estaban aliados con los francos del Principado de Antioquía y el Reino armenio de Cilicia, y se apoderaron junto con ellos de las ciudades de Alepo y Damasco. Sitiaron Alepo en enero de 1260 y la ciudad cayó poco después tras una heroica resistencia, el 25 del mes. Fue arrasada por los vencedores —los armenios incendiaron la gran mezquita y se derribaron las murallas de la ciudad—, que continuaron su avance hacia Damasco, sin que los reyezuelos ayubíes de la zona pudiesen impedirlo; algunos se unieron incluso al ejército invasor. An-Nasir Yusuf, señor de Damasco y de Alepo, huyó al sur sin oponer resistencia. El 1 o 2 de marzo, los mongoles conquistaron la ciudad. Poco después, enviaron destacamentos que se adueñaron de Naplusa y Gaza, ya en Palestina y cerca del Sinaí. El señor ayubí de Kerak aceptó la imposición de un gobernador mongol, y otros dos de sus familiares, al-Ashraf —señor de Homs— y al-Said —de Subayba— se unieron a las hordas mongolas.
Como reacción al avance mongol, en diciembre de 1259  Qutuz, jefe mameluco maduro y enérgico, derrocó en Egipto al joven sultán al-Mansur Nur al-Din Ali y se aprestó a combatir la inminente invasión mongola. Baibars, jefe de los mamelucos Bahríes enemistados con el nuevo sultán por haber participado en el asesinato de su anterior jefe y que hasta entonces estaba al servicio del ayubí an-Nasir, abandonó el servicio de este y marchó al sur. Disgustado por la falta de oposición de los ayubíes al avance mongol, alcanzó una reconciliación temporal con Qutuz y se sumó a sus fuerzas. Los mamelucos egipcios se hicieron los paladines del islam, papel que reforzó la legitimidad de su poder en la región y marcó el ocaso de los ayubíes.

### Conflicto entre los mongoles y los mamelucos

Avance de los bandos enfrentados en la batalla en 1260.

Después de estas victorias, los mongoles se prepararon para conquistar Egipto. En el verano de 1260, Hulagu envió embajadores al sultán exigiendo su rendición. Qutuz respondió matando a los mensajeros y colgando sus cabezas en la puerta Bab Zuwayla de El Cairo. Mientras Qutuz se preparaba para enfrentarse a la inminente invasión, Hulagu tuvo que regresar al norte, a Azerbaiyán, para participar en la disputa sucesoria que había surgido a raíz de la muerte de su hermano, el gran kan Möngke. El jefe mongol se llevó consigo a la mayor parte de su ejército y dejó apenas uno o dos tumen (entre diez y veinte mil soldados) bajo el mando de su mejor general, el cristiano nestoriano Kitbuqa Noyan. La reducción de las fuerzas disponibles no disuadió a los mongoles de proseguir su avance hacia el sur, y se dispusieron a conquistar Palestina y Egipto.
Los mongoles intentaron aliarse con lo que quedaba del Reino de Jerusalén, en ese entonces con capital en Acre, pero el papa Alejandro IV no lo permitió. Los cristianos se mantuvieron neutrales en el conflicto, pero estaban seguros de que solo era cuestión de tiempo hasta que los mongoles trataran de someterlos también a ellos, así que autorizaron al ejército mameluco para que recorriera libremente por su territorio, pero a la vez informaron sus movimientos a los mongoles. Los francos del sur, desilusionados por la brutalidad mongola —habían saqueado incluso Sidón—, no solo permitieron el paso de las huestes egipcias hacia Damasco, sino que las abastecieron y con su pasividad aseguraron la retaguardia de Qutuz. Rompieron así la palabra dada a Kitbuqa, al que habían prometido mantenerse neutrales en la contienda.
Convencido de que no podía esperar a que Hulagu regresara al Oriente Próximo con todos sus efectivos, Qutuz decidió marchar con sus hombres al norte para hacer frente a Kitbuqa. Confiaba en que, si lograba vencerlo, no sólo salvaría los lugares santos del islam (Jerusalén, La Meca y Medina), sino que también asestaría un duro golpe a los mongoles, a quienes se tenía por invencibles. Entonces conseguiría la adhesión de más adeptos a su causa.
El ejército egipcio penetró en Palestina el 26 de julio de 1260 y desbarató la débil guarnición enemiga de Gaza. Siguió avanzando hacia Acre y luego hacia el interior de Palestina con rumbo a Damasco. Según avanzaba, se unieron al gran ejército —tal vez de unos cien mil soldados— guerreros beduinos sirios. El estallido de una insurrección popular de la población musulmana damascena estorbó los preparativos de Kitbuqa, que alistaba sus fuerzas para marchar al sur a detener el avance enemigo. Este contratiempo permitió a los egipcios aprestarse a elegir el campo de batalla, preparar sus fuerzas en Galilea y esperar la llegada del enemigo. En agosto Qutuz, tras marchar paralelo a la costa con rumbo norte, alcanzó Acre y acampó a sus puertas. El 2 de septiembre, cuando se enteró de que Kitbuqa había cruzado el Río Jordan y penetrado en Galilea, Qutuz marchó al sureste a través de Nazaret y dispuso sus fuerzas en el paraje conocido como «pozas de Goliat».

## Desarrollo de la batalla
Los ejércitos enemigos acamparon en Palestina en julio de 1260 y se encontraron en el Ain Jalut (el Pozo de Goliat) el 3 de septiembre, con cerca de 20 000 soldados por bando. Según Kirakos, historiador armenio del siglo XIII, había muchos armenios y georgianos en las filas de Kitbuqa. Según otro historiador armenio llamado Smpad, cerca de quinientos soldados armenios acompañaban a los mongoles. En cualquier caso, a estos les acompañaban contingentes de las dos nacionalidades. Los dos ejércitos tenían composiciones parecidas: lo más selecto de ambos consistía en unidades de arqueros a caballo, acompañada de infantería de menor calidad y unidades de caballería de los aliados, menos disciplinada y fiable. En el caso egipcio, al núcleo de caballería mameluca lo acompañaban los peones egipcios, numerosos pero mal armados, caballería beduina y turcomana, así como fuerzas de algunos aliados ayubíes y otros kurdos.
Qutuz planeó el cerco de las huestes enemigas: ocultó el grueso de sus tropas y dejó como cebo a unas cuantas unidades al mando del mameluco Bahri Baibars, que mandaba la vanguardia del ejército. Había apostado a sus fuerzas en terreno alto y con el sol a sus espaldas, lo que le otorgaba cierta ventaja. La llanura de Esdrelón, lugar donde se libró la batalla, se inclina en esa zona hacia el este, de donde venían los mongoles, lo que obligaba a estos a cargar cuesta arriba, mientras que sus enemigos avanzaban con la pendiente a favor. Los mongoles, llegados a toda prisa y mal informados de la disposición de las fuerzas enemigas, acometieron con denuedo a las tropas de Baibars, que realizaron una falsa retirada. El feroz embate mongol desbarató la izquierda mameluca. Pero Qutuz reanimó a sus tropas y emprendió un exitoso contraataque junto con reservas de caballería que había ocultado en los valles cercanos. Los mamelucos lograron rodear a las fuerzas mongolas, a las que superaban en número. La añagaza mameluca había atraído a los mongoles a las ciénagas. El ejército mongol se vio obligado a retirarse, y Kitbuqa fue capturado decapitado y su cadáver desmembrado. Muerto su jefe, los mongoles trataron de abandonar el campo de batalla y concentrarse en Beit She'an, pero fueron derrotados de nuevo por las fuerzas encabezadas por Baibars, que a continuación los persiguió. Los jinetes mamelucos lograron derrotar a los mongoles en el combate cuerpo a cuerpo, hazaña nunca antes realizada. Los supervivientes y los soldados de las guarniciones de las ciudades conquistadas intentaron retirarse inmediatamente de la región, pero muchos cayeron perseguidos tanto por las fuerzas mamelucas como por bandas de árabes y turcomanos, que los hostigaron.
Es importante mencionar que el ejército mameluco que peleó en esta batalla había sido creado específicamente para enfrentar la invasión mongola. La gran mayoría de los soldados eran indígenas túrquicos o esclavos circasianos que habían sido vendidos en Constantinopla al sultán de Egipto y que habían sido entrenados cerca del río Nilo. No sólo eran grandes jinetes, sino que estaban familiarizados con la forma de guerrear en las estepas y con las tácticas y armas de los mongoles. Luego de un tiempo, Egipto se convirtió en un país cuyo propósito era esencialmente mantener un ejército para defender Tierra Santa.
La batalla de Ain Jalut, junto con las invasiones de los mongoles a Japón, marcó probablemente el inicio de la caída del Imperio mongol. La batalla también es famosa por ser la primera, hasta donde se sabe, en la que se emplearon cañones explosivos (midfa en árabe). Dichos cañones fueron utilizados por los mamelucos para asustar a los caballos mongoles y causar desorden en las filas enemigas. La composición de las pólvoras usadas fueron descritas luego en manuales militares árabes del siglo XIV.

## Resultado
La trascendencia de la victoria mameluca fue más política y psicológica que militar: detuvo temporalmente la invasión mongola, pero no impidió que las hordas realizasen varias ofensivas en los años posteriores; sí otorgó, por el contrario, gran prestigio a los mamelucos como campeones del islam y vencedores de los casi imbatibles mongoles. La consecuencia inmediata de la batalla, sin embargo, fue que los mamelucos se adueñaron de Siria: el 8 de septiembre entraron en Damasco, donde se los acogió con alborozo, y a principios de octubre se apoderaron de Alepo. Baibars quedó encargado de perseguir a las fuerzas mongolas que se retiraban y de expulsarlas de Siria.
Tras la victoria, camino de regreso a El Cairo, Baibars mató a Qutuz en octubre para vengar el asesinato de su amigo Aktai —o bien porque el sultán no le había concedido los señoríos sirios que había solicitado—, y se convirtió en el nuevo sultán. Sus sucesores lograrían mantener sometidos a los Estados Cruzados que restaban en Palestina hasta 1291. Por su parte, los mongoles volvieron a ser derrotados en la primera batalla de Homs en menos de un año y terminaron siendo expulsados de Siria.
Los conflictos internos del Imperio mongol impidieron a Hulagu que reuniera un ejército capaz de derrotar a los mamelucos para vengar la derrota de Ain Jalut. Berke, kan de la Horda Azul de Rusia, se había convertido al islam y vio con horror cómo su primo ejecutaba al califa abasí, que, en su opinión, era cabeza espiritual del islam. Según el historiador musulmán Rashid al-Din, Berke envió un mensaje a Möngke kan reclamándole por el ataque a Bagdad (aunque no sabía que Möngke acababa de fallecer en China). Le dijo: «Ha saqueado todas las ciudades de los musulmanes y ha causado la muerte del califa. Con la ayuda de Alá voy a llamarlo para que responda por tanta sangre inocente». Los mamelucos, que por medio de espías se habían enterado de que Berke era converso musulmán y enemigo de su primo, intentaron estrechar sus lazos con él y su reino.
La gran mayoría de los soldados mamelucos eran túrquicos o circasianos y la Horda Azul de Berke estaba conformada casi exclusivamente por soldados túrquicos. Por eso, los soldados de Berke tenían más en común con los mamelucos que con los mongoles chamanistas que seguían a Hulagu. Los mamelucos se beneficiaron enormemente de su alianza con Berke, ya que éste siempre supo proveerles esclavos túrquicos para engrosar sus filas. Además, Berke siempre incursionó dentro del territorio del Ilkanato, evitando así que Hulagu reuniera un ejército lo suficientemente poderoso como para derrotar a los mamelucos.